# 克拉格 (亞利桑那州)
克拉格（英語：Crag）是位於美國亞利桑那州馬里科帕縣的一個非建制地區。該地的面積和人口皆未知。

## 地理
克拉格的座標為33°18′04″N 112°54′08″W / 33.30111°N 112.90222°W，而該地的平均海拔高度為269米（即883英尺）。